# Аднан Кахил
Аднан Кахил (на македонска литературна норма: Аднан Ќахил; на турски: Adnan Kahil) е политик от Северна Македония от турски произход.

## Биография
Роден е в град Скопие през 1960 година. Завършва Химическия факултет на Скопския университет. Известно време работи като учител по физика в ОУ „Тефеюз“ в Скопие. След това е учител по химия в гимназията „Йосип Броз Тито“ и преподавател в Педагогическия факулкет на Скопския университет.
Председател е на Партията за движение на турците. От 30 ноември 1998 до 2000 година е министър без ресор в правителството на Любчо Георгиевски, а през следващите две години е негов съветник. През 2002-2006 е народен представител в четвъртото народно събрание на Република Македония в коалицията около ВМРО-ДПМНЕ. На 27 август 2006 година отново е назначен за министър без ресор в правителството на Никола Груевски.
След 2008 г. партията му излиза в опозиция и постепенно се присъединява към коалицията около СДСМ. От 1 юни 2017 г. до 26 декември 2018 г. е министър без ресор в правителството на Зоран Заев.